# Sesiura smaragdina
Sesiura smaragdina là một loài bướm đêm thuộc phân họ Arctiinae, họ Erebidae.